# Stanislav Hošek
Stanislav Augustýn Hošek (* 28. prosince 1937 Olomouc) je bývalý český odborový předák a politik za ČSSD, po sametové revoluci československý poslanec Sněmovny národů Federálního shromáždění.

## Biografie
Narodil se na Hané. Do svých patnácti let bydlel v Hulíně. Za druhé světové války přišel o otce. Studoval na hornickém učilišti a pak vysokou školu. Stal se báňským inženýrem a ve věku třiatřiceti let náměstkem ředitele. Do roku 1969 byl členem KSČ. V roce 1970 odešel z technické funkce, protože nesouhlasil s „ohrožováním zdraví, ba i životů horníků“. Pak pracoval v dělnických profesích, po dobu dvou let jako železničář. Od roku 1972 až do sametové revoluce byl havířem.
Počátkem roku 1990 se stal předsedou celorepublikové organizace hornických odborů. V této funkci setrval na vlastní žádost jen dva roky. Ve volbách roku 1992 byl zvolen za ČSSD do Sněmovny národů (volební obvod Severomoravský kraj). Ve Federálním shromáždění setrval do zániku Československa v prosinci 1992.
Po odchodu do důchodu se stal předsedou Stavebně bytového družstva. Přispíval do zpravodajského portálu Britské listy.